# Воля Крецівська
Воля Крецівська (пол. Wola Krecowska) — давнє українське село в Польщі, у гміні Тирява-Волоська Сяноцького повіту Підкарпатського воєводства.
Населення — 6 осіб (2011).

## Назва
У 1977-1981 рр. в ході кампанії ліквідації українських назв село називалося Воля Садовска (пол. Wola Sadowska).
До 2007 р. село називалося Воля Крецова.

## Історія
У 1772-1918 рр. село було у складі Австро-Угорської монархії, у провінції Королівство Галичини та Володимирії. В середині XIX ст. власником фільварку був Юзеф Стжелєцкі.
У 1880 році село належало до Сяніцького повіту, у селі нараховувалось 40 будинків і 225 мешканців (192 греко-католики, 26 римо-католиків і 7 юдеїв), греко-католики села належали до парафії Креців Ліського деканату Перемишльської єпархії.
У 1919-1939 рр. — у складі Польщі. Село належало до Сяніцького повіту Львівського воєводства, ґміна Кузьміна. На 1 січня 1939-го в селі з 430 жителів було 375 українців, 45 поляків і 10 євреїв.
12 вересня 1939 року німці окупували село, однак уже 26 вересня 1939 року мусіли відступити з правобережної частини Сяну, оскільки за пактом Ріббентропа-Молотова правобережжя Сяну належало до радянської зони впливу. 27.11.1939 постановою Верховної Ради УРСР село в ході утворення Дрогобицької області включене до Ліського повіту. Територія ввійшла до складу утвореного 17.01.1940 Ліськівського району (районний центр — Лісько). Наприкінці червня 1941, з початком Радянсько-німецької війни, словацька армія оволоділа селом, а територія знову була окупована німцями. 29 липня 1944 року радянські війська знову оволоділи селом. В березні 1945 року, у рамках підготовки до підписання Радянсько-польського договору про державний кордон зі складу Дрогобицької області правобережжя Сяну включно з Волею Крецівською було передане до складу Польщі.
Після Другої світової війни українське населення було піддане етноциду. Частина переселена на територію СРСР в 1945-1946 рр. Родини, яким вдалось уникнути виселення, в 1947 році під час Операції Вісла були депортовані на понімецькі землі, а на їхнє місце поселені поляки.

## Демографія
Демографічна структура станом на 31 березня 2011 року:
|          | Загалом | Допрацездатний вік | Працездатний вік | Постпрацездатний вік |
| -------- | ------- | ------------------ | ---------------- | -------------------- |
| Чоловіки | 3       | 1                  | 1                | 1                    |
| Жінки    | 3       | 1                  | 1                | 1                    |
| Разом    | 6       | 2                  | 2                | 2                    |

- 1785 — 199 греко-католиків,
- 1859 — 325 (разом з Ляхавою),
- 1879 — 246 греко-католиків,
- 1899 — 515 (разом з Ляхавою),
- 1926 — 635 (разом з Ляхавою),
- 1938 — 355 греко-католиків.